# High Definition Audio

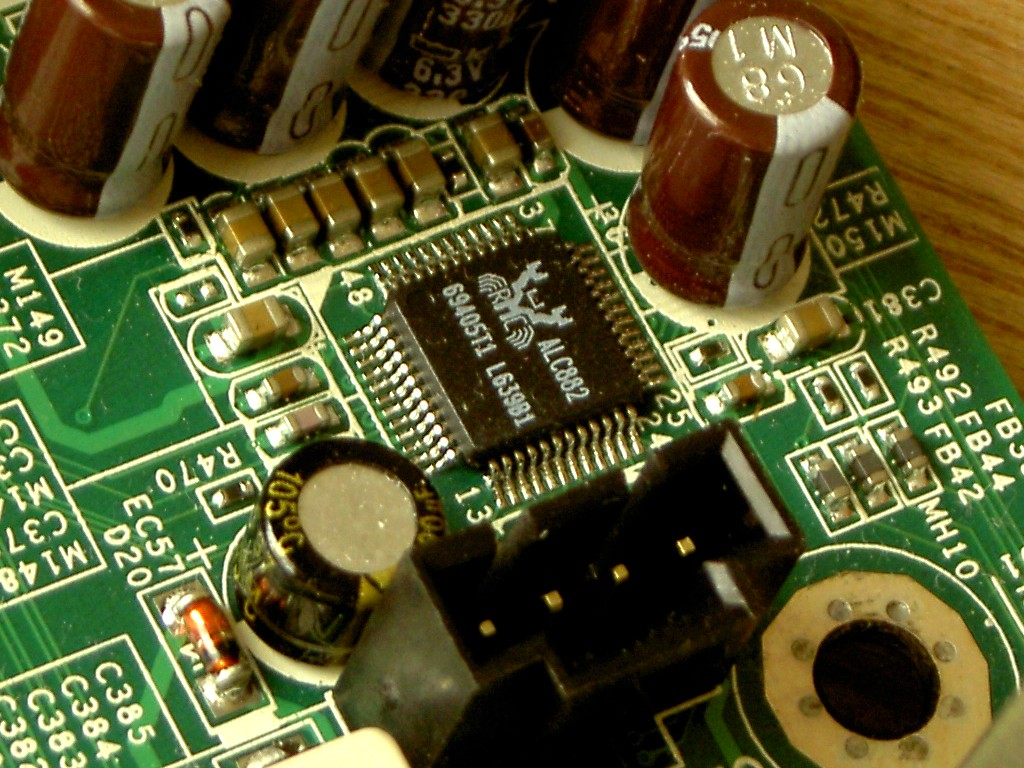
アナログコーデックチップの例 (Realtek ALC882)

High Definition Audio（ハイディフィニション オーディオ）はAudio Codec 97 (AC '97) の後継規格としてインテルが2004年1月に提唱したサウンドインターフェースの標準規格である。2004年4月15日に最初のRev.1.0が発表され、2010年6月17日に曖昧な記述やエラッタ等を修正したリビジョン 1.0a は公表され、現代のPCにおいて標準的なサウンドシステムであり、またソフトウェア側から見たPCサウンドの定義を成している。一般にHD Audio（エイチディー オーディオ）またはHDA（エイチディーエー）と略して称されることが多く、本項においても以降はHD Audioと略称する。開発時のコードネームからAzalia（アザリア）とも呼ばれ、一部マザーボードのBIOSではコードネームのまま表記されている製品も存在する。

## 概要
1996年に制定されたAC '97は短期間で広く普及しPCサウンド機能の主流となっていた。しかしAC '97はその規格上、サラウンドシステム向け多チャンネルデジタルオーディオや、より高いビットレートの音源コンテンツへの対応など規格自体に上限があり、拡大するPCのマルチメディア用途に対応しきれなかった。そのためAC '97の後継規格としてHigh Definition Audioがインテルにより制定された。従来のAC '97と同様に論理コントローラとアナログコーデックを分離する構造を採っているが、アナログ信号の入出力を担うアナログコーデックチップはAC '97のものと外見的に酷似しているが電気的な互換性は無く、システム基板上に実装されるフロントオーディオジャック用ピンヘッダの配列もAC '97とは互換性は考慮されていない。ただしマザーボードの製造元においてマザーボードのフロントサウンド入出力端子ブロックを物理的に同一にし、そのピンアサインを HD Audio とAC '97 とに設定にて分ける設計を過渡期には採用していた。
HD Audio の規格上、AC '97を圧倒する本格オーディオ機器にも匹敵する高音質データを扱えるスペックではあるが、実際の音質にはプリント基板のパターンや各種パーツのハードウェアの実装が大きく影響する。例えば、低コストで作られたオンボード実装であれば、低周波アナログオーディオ回路と高速・高周波デジタル回路との電気的な回路分離が不充分になりがちであり、専用Hi-Fiオーディオ機器と比べてデジタル機器の発する各種ノイズの遮蔽や安定した直流電力供給が難しいため、カタログスペックよりも低いS/N比になりがちである。また、HD Audioは規格上の上限値としてステレオサンプリング周波数は192 kHzまで、量子化ビット数は32 bitのデータストリーム（リニアPCM・float32・AC3）まで対応している:206が、すべてのHD Audio対応機器がこのようなストリームを扱えることを意味するものではない点に注意が必要である。

### HD Audio規格の特徴
- サンプリング周波数 192 kHz、量子化ビット数 32ビットまでのデータストリームに対応
- 最大 192 kHz / 16 bit × 8チャネル、または 96 kHz / 32 bit にて8チャンネルステレオサラウンドに対応
- 15ストリームまでの並行処理に対応
- アレイマイクによる複数チャンネルでの同時入力に対応
- 48 Mbit/s帯域の専用バスでアナログコーデックと論理コントローラをリンク
- 接続端子の割り当て変更機能によるユーザビリティの向上
- ハードウェア互換性の向上

## 普及
HD Audioは2004年に発表されたインテル社のI/O コントローラー・ハブ ICH6に搭載されて登場した。その後も搭載製品は増え、2006年ころにはほぼAC '97を置き換えることに成功している。

## HD Audio規格準拠アナログコーデックチップを製造している主なメーカー
- Analog Devices
- Realtek Semiconductor
- IDT （元 SigmaTel）
- VIA Technologies
- コネクサント